# Divisão Centro-Oeste da Liga Nacional de Futebol Americano de 2018
A Divisão Centro-Oeste é uma das duas divisões da Conferência Brasileira da Liga Nacional de Futebol Americano de 2018. A divisão possui cinco times (Grupo C). Os dois melhores times avançam diretamente à Final de Divisão dos Playoffs. O vencedor do jogo torna-se o campeão da divisão, garante vaga no Brasil Futebol Americano de 2019 e classifica-se à Final de Conferência, o Brazilian Bowl, para enfrentar o campeão da Divisão Norte.

## Classificação
Classificados para os Playoffs estão marcados em verde.
Grupo C
| Pos | Times                    | V | E | D | PCT   | PF  | PS  | SP   |
| --- | ------------------------ | - | - | - | ----- | --- | --- | ---- |
| 1   | Rondonópolis Hawks       | 3 | 0 | 0 | 1.000 | 131 | 6   | 125  |
| 2   | Sinop Coyotes            | 3 | 0 | 0 | 1.000 | 143 | 24  | 119  |
| 3   | Sinop Galaxy             | 2 | 0 | 2 | .500  | 95  | 72  | 23   |
| 4   | Goiânia Saints           | 1 | 0 | 3 | .250  | 73  | 144 | -71  |
| 5   | Operário Gravediggers[a] | 0 | 0 | 4 | .000  | 0   | 196 | -196 |

### Resultados
Primeira Rodada
| 30 de junho 17:00 UTC -4 |  | Sinop Galaxy | 00–33 | Rondonópolis Hawks |  | Estádio Gigante do Norte, Sinop-MT |  |

| 21 de julho 14:00 UTC -4 | W.O.[a] | Operário Gravediggers | 00–49 | Goiânia Saints |  | Centro Olímpico Vila Nasser, Campo Grande-MS |  |

Segunda Rodada
| 4 de agosto 14:00 UTC -3 |  | Goiânia Saints | 06–34 | Sinop Galaxy |  | SESI Ferreira Pacheco, Goiânia-GO |  |

| 5 de agosto | W.O.[a] | Operário Gravediggers | 00–49 | Rondonópolis Hawks |  |  |  |

Terceira Rodada
| 26 de agosto 17:00 UTC -4 |  | Sinop Coyotes | 33–12 | Sinop Galaxy |  | Estádio Gigante do Norte, Sinop-MT |  |

Quarta Rodada
| 1 de setembro | W.O.[a] | Sinop Coyotes | 49–00 | Operário Gravediggers |  |  |  |

| 1 de setembro 14:00 UTC -4 |  | Rondonópolis Hawks | 49–06 | Goiânia Saints |  | Estádio Engenheiro Luthero Lopes, Rondonópolis-MT |  |

Quinta Rodada
| 15 de setembro | W.O.[a] | Sinop Galaxy | 49–00 | Operário Gravediggers |  |  |  |

| 15 de setembro 14:00 UTC -3 |  | Goiânia Saints | 12–61 | Sinop Coyotes |  | SESI Ferreira Pacheco, Goiânia-GO |  |

Sexta Rodada
| 6 de outubro | Cancelado | Rondonópolis Hawks | – | Sinop Coyotes |  | Rondonópolis-MT |  |